# Tournoi de Jeju
Le Tournoi de Jeju est une compétition de judo organisée annuellement en décembre par l'Union asiatique de judo à Jeju en Corée du Sud. Ce tournoi est un événement majeur dans le calendrier international du fait de son label « Grand Prix ».

## Palmarès masculin
| Année      | -60 kg            | -66 kg           | -73 kg        | -81 kg         | -90 kg        | -100 kg                 | +100 kg       |
| World Cup  | World Cup         | World Cup        | World Cup     | World Cup      | World Cup     | World Cup               | World Cup     |
| ---------- | ----------------- | ---------------- | ------------- | -------------- | ------------- | ----------------------- | ------------- |
| 2011       | Choi Kwang-Hyun   | Cho Jun-ho       | Wang Ki-chun  | Hong Suk-woong | Song Dae-nam  | Naidangiin Tüvshinbayar | Cho Gu-ham    |
| 2012       | Hirofumi Yamamoto | Junpei Morishita | Bang Gui-man  | Hong Suk-woong | Kensei Ikeda  | Erdenebileg Enkhbat     | Masaru Momose |
| Grand Prix |                   |                  |               |                |               |                         |               |
| 2013       | Kim Won-jin       | Yuhei Rokugo     | Sergiy Drebot | Kim Jae-bum    | Gwak Dong-han | Naidangiin Tüvshinbayar | Kim Sung-min  |
| 2014       | Kim Won-jin       | Sho Tateyama     | An Changrim   | Kim Jae-bum    | Gwak Dong-han | Cho Gu-ham              | Teddy Riner   |
| 2015       | Kim Won-jin       | Mikhail Pulyaev  | An Changrim   | Seidai Sato    | Gwak Dong-han | Cho Gu-ham              | Teddy Riner   |

## Palmarès féminin
| Année      | -48 kg                  | -52 kg              | -57 kg          | -63 kg               | -70 kg        | -78 kg          | +78 kg        |
| World Cup  | World Cup               | World Cup           | World Cup       | World Cup            | World Cup     | World Cup       | World Cup     |
| ---------- | ----------------------- | ------------------- | --------------- | -------------------- | ------------- | --------------- | ------------- |
| 2011       | Riho Okamoto            | Andreea Chițu       | Lien Chen-ling  | Edwige Gwend         | Karen Nun-Ira | Zhang Zhehui    | Kim Ji-youn   |
| 2012       | Tamami Yamazaki         | Kim Mi-ri           | Megumi Ishikawa | Kayoko Sano          | Chizuru Arai  | Jeong Gyeong-mi | Yu Song       |
| Grand Prix |                         |                     |                 |                      |               |                 |               |
| 2013       | Emi Yamagishi           | Bundmaa Munkhbaatar | Christa Deguchi | Joung Da-woon        | Hwang Ye-sul  | Jeong Gyeong-mi | Kim Min-jeong |
| 2014       | Amandine Buchard        | Andreea Chițu       | Automne Pavia   | Clarisse Agbegnenou, | Gévrise Émane | Audrey Tcheuméo | Kim Jiyoun    |
| 2015       | Otgontsetseg Galbadrakh | Andreea Chițu       | Kim Jan-di      | Clarisse Agbegnenou  | Sally Conway  | Audrey Tcheuméo | Sarah Asahina |